# Vila Nova da Telha
Vila Nova da Telha is een plaats (freguesia) in de Portugese gemeente Maia en telt 5368 inwoners (2001).